# 微笑

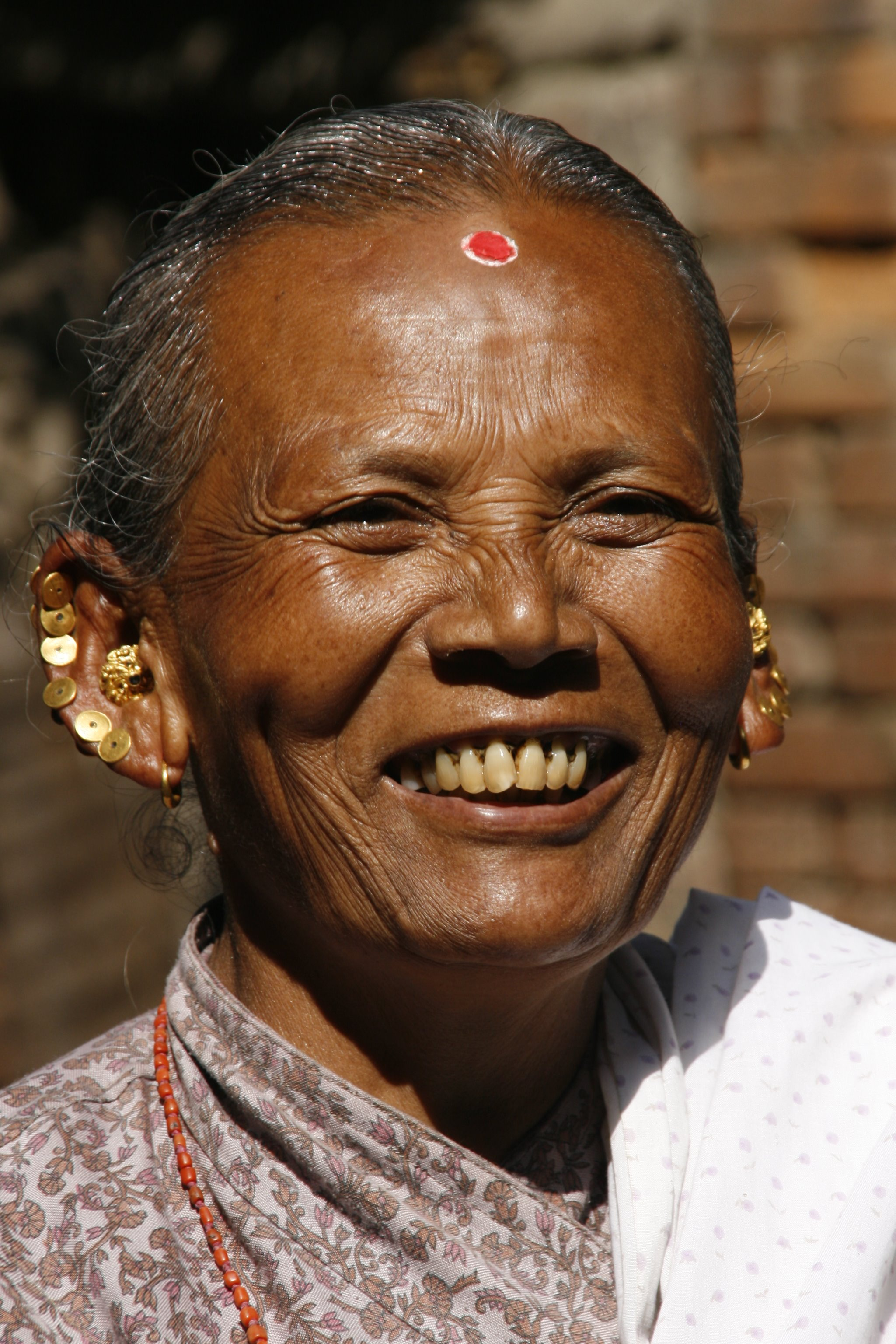
一位妇女微笑

微笑是弯曲的嘴两端附近的肌肉所形成的面部表情。微笑也可以发自眼睛周围的（见下面的“杜兴式微笑”）。在人与人之间，它是一个表达方式，表示愉悦、欢乐、幸福，或乐趣，但也可以是一个焦虑的非自愿性的表达，在这种情况下，它是作为一个鬼脸。微笑是不分文化、种族或宗教，每个人都能理解的，它是国际通用的。跨文化研究表明，面带微笑是世界各地情感沟通的手段，但不同文化之间的也有较大差异。一个微笑也可以自发或人为的。发自内心的微笑能带给人快乐。

## 面带微笑

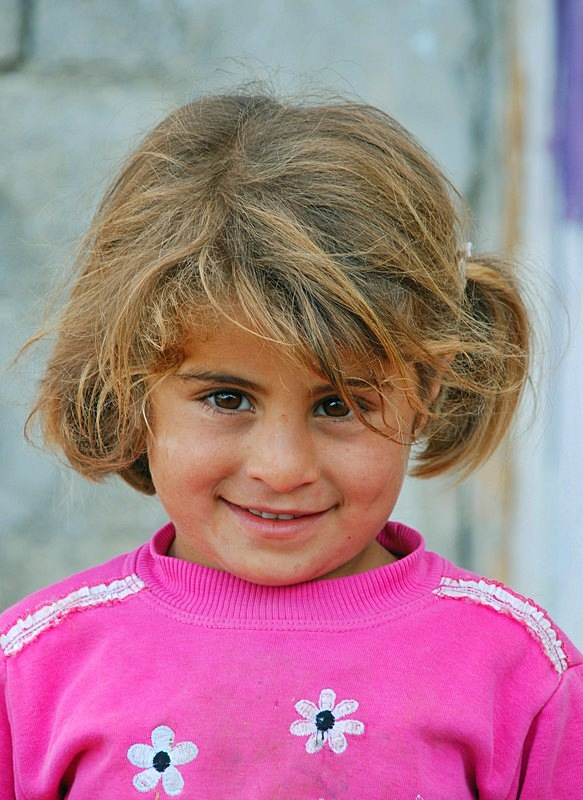
土耳其库尔德女孩微笑

从一个友好的微笑到一个浪漫的微笑，微笑有很多种不同的方式表达，“微笑可以表示多种沟通意义，可以使爱或轻视，骄傲或谦恭，轻浮或礼貌。”